# リサンドロ・マガジャン
リサンドロ・マガジャン（Lisandro Magallán，1993年9月27日 - ）は、アルゼンチン・ラ・プラタ出身のサッカー選手。ポジションはディフェンダー。クラブ・ウニベルシダ・ナシオナル所属。

## 経歴
2010年8月10日、クラブ・デ・ヒムナシア・イ・エスグリマ・ラ・プラタでデビュー。
2012年7月26日、ボカ・ジュニアーズに移籍した。
2019年1月、アヤックス・アムステルダムと2023年6月までの契約を締結した。
2019年9月2日、デポルティーボ・アラベスへレンタル移籍。
2020年9月3日、FCクロトーネへレンタル移籍。
2023年1月5日、プリメーラ・ディビシオンに所属していたエルチェCFに完全移籍をした。

## タイトル
アヤックス
- KNVBベーカー : 2018-19
- エールディヴィジ : 2018-19